# Fernando de Fuentes
Fernando de Fuentes (né le 13 décembre 1894 à Veracruz - décédé le 4 juillet 1958 à Mexico) était un  réalisateur, scénariste, producteur et monteur de cinéma mexicain. Il fut un pionnier du cinéma parlant et réalisa trois des plus grands classiques du cinéma mexicain : El compadre Mendoza (es) (1934), Au mépris de la vie (es) (1936) et Allá en el Rancho Grande (es) (1936).

## Filmographie

### Comme réalisateur
- 1933 : El anónimo
- 1933 : El prisionero trece
- 1933 : El tigre de Yautepec
- 1933 : La calandria
- 1934 : Cruz diablo
- 1934 : El compadre Mendoza (es)
- 1934 : El fantasma del convento
- 1935 : La familia Dressel
- 1936 : Allá en el Rancho Grande (es)
- 1936 : Desfile deportivo
- 1936 : Petróleo
- 1936 : Au mépris de la vie (es) (Vámonos con Pancho Villa!)
- 1937 : Bajo el cielo de México
- 1937 : Las mujeres mandan
- 1938 : La zandunga
- 1939 : La casa del ogro
- 1939 : Papacito lindo
- 1940 : Allá en el Trópico
- 1940 : El jefe máximo
- 1941 : Creo en Dios
- 1941 : La gallina clueca
- 1942 : Así se quiere en Jalisco
- 1943 : Doña Bárbara
- 1944 : El rey se divierte
- 1944 : La Femme sans âme (La Mujer sin alma)
- 1945 : Hasta que perdió Jalisco
- 1945 : La Jungle en feu (La selva de fuego)
- 1946 : Esperanza
- 1946 : La devoradora
- 1949 : Allá en el Rancho Grande
- 1949 : Jalisco canta en Sevilla
- 1950 : el de Santa Hipólito
- 1950 : Por la puerta falsa
- 1951 : Crimen y castigo
- 1952 : Los hijos de María Morales
- 1953 : Canción de cuna
- 1954 : Tres citas con el destino

### Comme scénariste
| - 1932 : Una vida por otra - 1933 : El anónimo - 1933 : El prisionero trece - 1933 : El tigre de Yautepec - 1933 : La calandria - 1933 : La Llorona - 1934 : Cruz diablo - 1934 : El compadre Mendoza (es) - 1934 : El fantasma del convento - 1935 : La familia Dressel - 1936 : Allá en el Rancho Grande (es) - 1936 : Petróleo - 1936 : Vámonos con Pancho Villa! - 1937 : Bajo el cielo de México - 1937 : Las mujeres mandan - 1938 : La zandunga - 1939 : La casa del ogro - 1940 : Allá en el Trópico - 1940 : El jefe máximo - 1941 : Creo en Dios - 1941 : La gallina clueca - 1942 : Así se quiere en Jalisco | - 1943 : Doña Bárbara - 1944 : El rey se divierte - 1944 : La Femme sans âme (La Mujer sin alma) - 1945 : Hasta que perdió Jalisco - 1945 : La Jungle en feu (La selva de fuego) - 1946 : La devoradora - 1949 : Allá en el Rancho Grande (es) - 1949 : Jalisco canta en Sevilla - 1950 : Hipólito, el de Santa - 1950 : Por la puerta falsa - 1951 : Casa de vecindad - 1952 : La hija del ministro - 1955 : Escuela de vagabundos - 1957 : La sombra del otro - 1957 : Las aventuras de Pito Pérez - 1957 : Que me toquen las golondrinas - 1958 : Aladino y la lámpara maravillosa - 1958 : Las mil y una noches - 1959 : Angustia de un secreto - 1960 : Le Fossoyeur de la pleine lune (La casa del terror) de Gilberto Martínez Solares - 1964 : Face of the Screaming Werewolf (en) de Jerry Warren - 1970 : El dinero tiene miedo |

### Comme producteur
| - 1935 : La Familia Dressel - 1936 : Allá en el Rancho Grande (es) - 1936 : Petróleo - 1939 : La casa del ogro - 1939 : Papacito lindo - 1940 : Allá en el Trópico - 1940 : El jefe máximo - 1941 : Creo en Dios - 1942 : Así se quiere en Jalisco - 1943 : Doña Bárbara - 1944 : El Rey se divierte - 1946 : La Devoradora - 1948 : Si Adelita se fuera con otro - 1949 : Allá en el Rancho Grande - 1949 : El Colmillo de Buda - 1949 : Jalisco canta en Sevilla - 1949 : Las Tandas del principal - 1949 : No me defiendas compadre - 1950 : Hipólito, el de Santa | - 1950 : Médico de guardia - 1950 : Por la puerta falsa - 1951 : Corazón de fiera - 1951 : Crimen y castigo - 1951 : Entre abogados te veas - 1952 : Paco, el elegante - 1952 : Las Locuras de Tin-Tan - 1952 : Los Hijos de María Morales - 1953 : Canción de cuna - 1954 : La Intrusa - 1955 : Escuela de vagabundos - 1957 : La sombra del otro - 1957 : Las aventuras de Pito Pérez - 1957 : Que me toquen las golondrinas - 1958 : ¡Paso a la juventud..! - 1958 : Escuela para suegras - 1958 : Las mil y una noches - 1959 : Amor se dice cantando - 1968 : Despedida de casada |

### Comme monteur
- 1932 : Águilas frente al sol d'Antonio Moreno
- 1933 : El tigre de Yautepec de  lui-même
- 1933 : La calandria de  lui-même
- 1934 : Cruz Diablo de  lui-même
- 1934 : El compadre Mendoza de Juan Bustillo Oro et lui-même
- 1934 : El fantasma del convento de  lui-même
- 1935 : La familia Dressel de  lui-même
- 1936 : Allá en el Rancho Grande (es) de  lui-même

## Distinction
- 1938 : Recommendation spéciale pour Allá en el Rancho Grande à la Mostra de Venise